# Oliecrisis van 1973

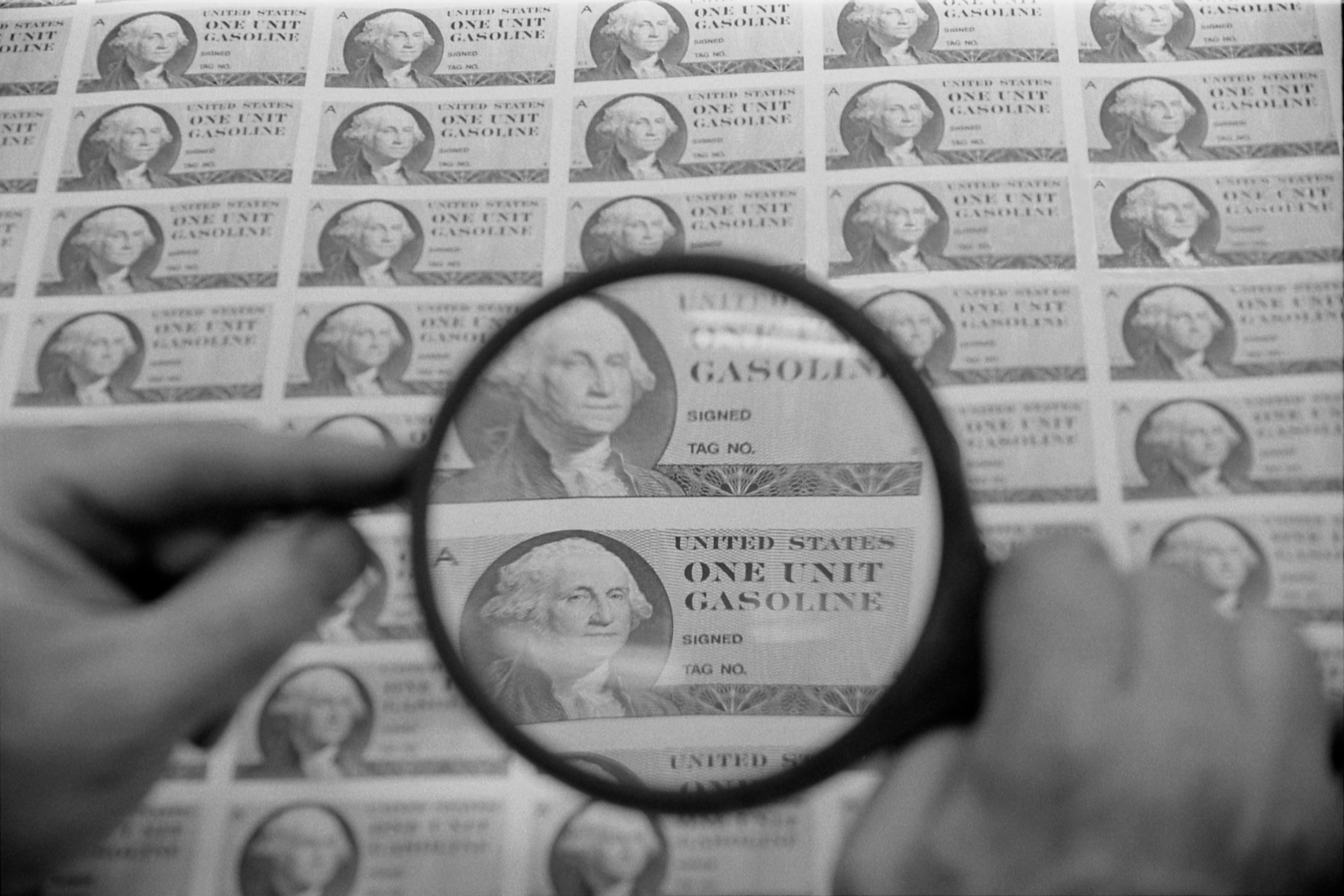
Benzinebonnen uit de VS, 1974

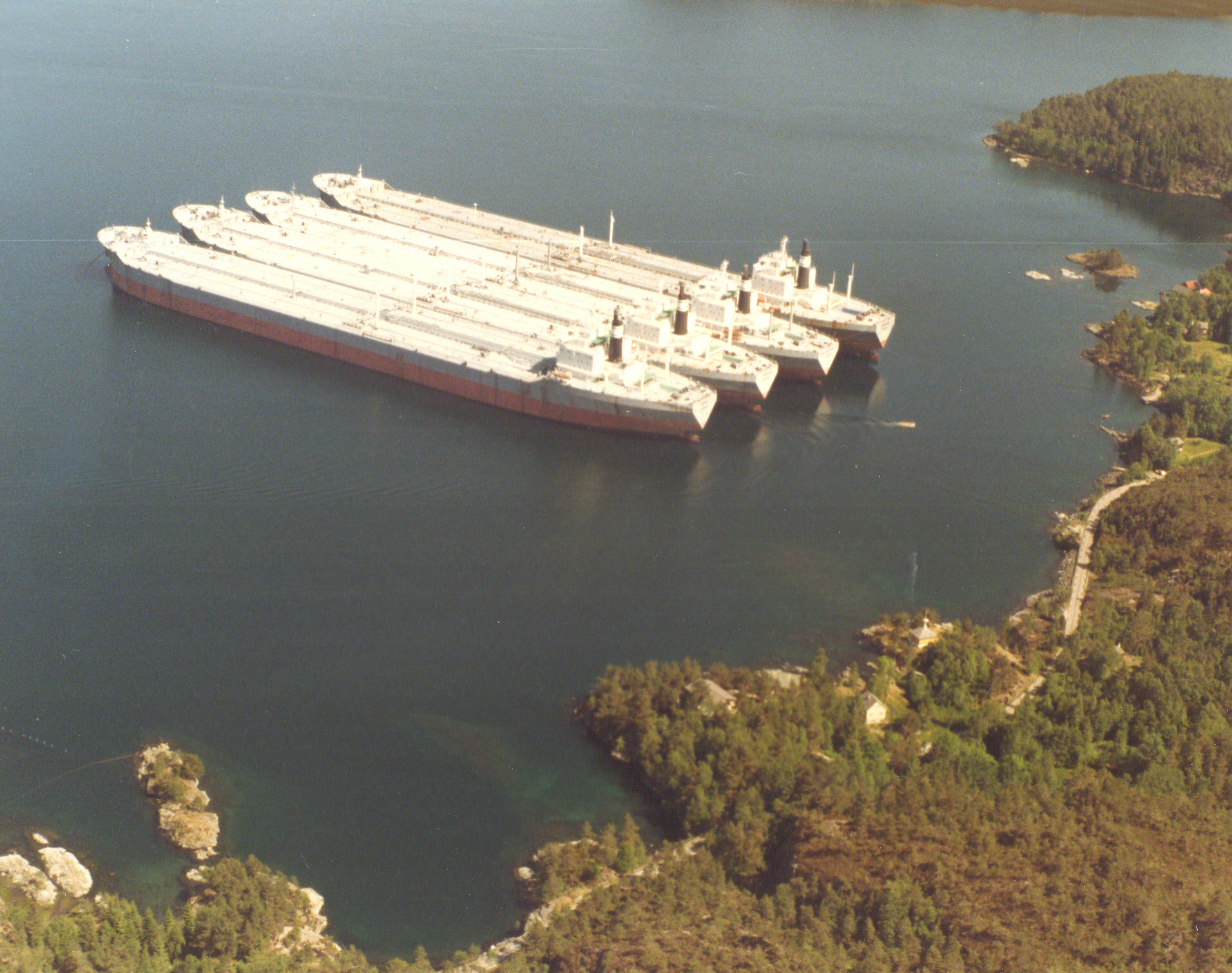
De VLCC's Nerva, Aurelian, Kong Haakon VII en Octavian van Reksten opgelegd in een Noors fjord bij Tysnes. In 1975 lag 41 miljoen dwt aan tankers opgelegd, in 1981 werd 20 miljoen dwt gebruikt voor opslag en in 1985 werd 30 miljoen dwt gesloopt. Ook Reksten werd hard geraakt door de neergang in de scheepvaartcyclus na de oliecrisis van 1973 nadat hij net daarvoor de rederij Anglo Norness van Zapata had gekocht voor $208 miljoen

De oliecrisis van 1973 of olieboycot van 1973, ten onrechte ook wel de eerste oliecrisis genoemd, betrof een wereldwijd opzettelijk gecreëerd tekort aan aardolie. De crisis werd veroorzaakt door een aantal politieke acties van de Arabische olieproducerende landen, gericht tegen het Westen.
De Arabische landen verhoogden de olieprijs met 70% en verminderden de olieproductie elke maand met 5%, zodat de prijs per vat explosief steeg. Tegen een aantal landen die Israël direct hadden gesteund bij de Jom Kipoeroorlog werd bovendien een volledige olieboycot ingevoerd. De Verenigde Staten, Nederland en een aantal andere West-Europese landen waren de voornaamste doelwitten van deze boycot. Verder werden ook landen als Japan en Canada getroffen. De oliecrisis met haar stijgende olieprijzen leidde tot een aanbodschok, die wereldwijd grote invloed op de economie had, omdat zoveel economische sectoren van olie afhankelijk waren. De crisis leidde tot stagflatie – een combinatie van stagnatie en inflatie. De boycot werd beëindigd in 1974 na onderhandelingen tijdens de Washington Energy Conference.
In 1979 ontstond een tweede oliecrisis, ook wel aangeduid als de oliecrisis van 1979, toen de sjah van Perzië Mohammad Reza Pahlavi tijdens de Iraanse Revolutie moest vluchten.

## Aanloop
Verschillende factoren speelden een rol bij het ontstaan van de crisis:
- enorme groei van de vraag naar energie, in 1973 zo'n 2,7 maal hoger dan in 1950
- beperkingen in de groei van de olieproductie in de Verenigde Staten
- afname reële prijs van olie door inflatie en devaluatie van de dollar tijdens het loslaten van het systeem van Bretton Woods
- groeiende macht van de Organisatie van olie-exporterende landen (OPEC)
- toenemende frustratie bij Arabische landen over het verloop van het Arabisch-Israëlisch conflict en de westerse steun voor Israël

### Vraag naar energie

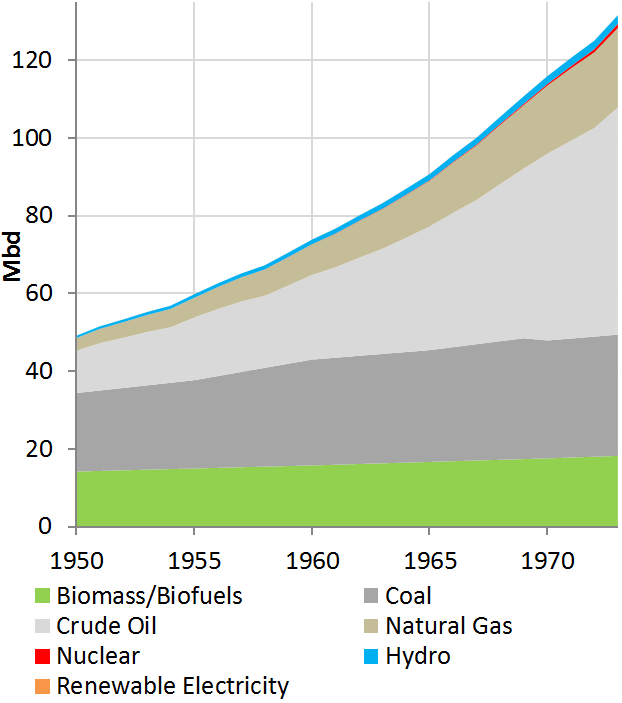
De stijgende vraag naar energie moest vooral door aardolie en aardgas worden opgevangen

De periode van 1950 tot 1973 kende een ongekende economische groei. Dit was een combinatie van bevolkingsgroei, de wereldbevolking werd zo'n anderhalf keer groter, en welvaartsgroei, de welvaart verdubbelde bijna. Daarmee steeg ook de vraag naar energie die in 1973 meer dan tweeënhalfmaal hoger lag dan in 1950. Aan het begin van deze periode was steenkool nog de grootste energiebron, maar dit kon de groei niet bijbenen en steeg in die periode slechts zo'n anderhalfmaal. De groei moest vooral komen van aardgas en aardolie waarvan de groei zesvoudig was. Aardolie streefde in 1964 steenkool dan ook voorbij als belangrijkste energiedrager. De groei van kernenergie vanaf 1955 was spectaculair, maar gezien het geringe absolute aandeel niet van belang, afgezien van enkele lokale voorbeelden.

### Olieproductie VS

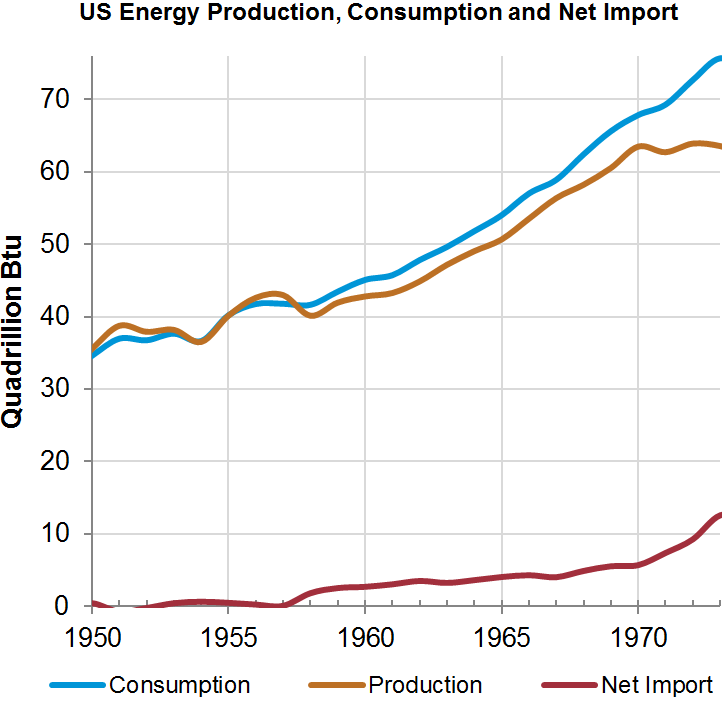
De stijging van de energieconsumptie in de Verenigde Staten werd vooral opgevangen door olie en gas. Vanaf de jaren 1960 was men hierbij in toenemend mate toegewezen op invoer, wat tussen 1970 en 1973 meer dan verdubbelde door stagnatie van de binnenlandse productie. Het Midden-Oosten was de enige regio die dit op kon vangen

Begin jaren 1950 was de oliemarkt in de Verenigde Staten nog de enige goed ontwikkelde oliemarkt. Deze verdubbelde tussen 1950 en 1970, terwijl die in Europa in die periode negenmaal zo groot werd en die in Japan zelfs honderdmaal. Tot tegen het einde van de jaren 1950 kon de energieproductie in de Verenigde Staten de vraag nog bijbenen, daarna werd import steeds meer noodzakelijk. Net als voor alle westerse landen gold dat de enorme groei in vraag alleen opgevangen kon worden door olie uit het Midden-Oosten, andere vormen van energie waren hier vooralsnog niet toe in staat. Na 1970 werd in de Verenigde Staten de noodzaak tot import in een versnelling gebracht doordat de productie stagneerde.

### Afname reële prijs
Sinds de Tweede Wereldoorlog was de nominale prijs van olie nauwelijks gestegen en was de reële prijs door de inflatie zelfs gedaald. Die hogere prijzen moesten niet alleen de inflatie compenseren, maar ook het verlies van waarde van de dollar ten opzichte van de goudprijs. De dollar was al geruime tijd dusdanig overgewaardeerd dat in 1971 het ene na het andere land het systeem van Bretton Woods verliet. Aangezien olie in dollars werd afgerekend, daalden hiermee de reële inkomsten van de olielanden.

### OPEC
De macht in de oliehandel lag lange tijd bij de majors, de grote oliemaatschappijen. Buiten de Verenigde Staten was het merendeel van de concessies verdeeld onder de nog verticaal geïntegreerde Seven Sisters. Zij bepaalden vooral vanaf de jaren 1950 ook de posted price. De positie van de olieproducerende landen ten opzichte van de majors was in die tijd niet erg sterk en zij zochten naar een manier om hier verbetering in te brengen. De noodzaak daartoe werd versterkt na eenzijdig afgekondigde prijsverlagingen door de majors, waarop Venezuela, Saoedi-Arabië, Irak, Iran en Koeweit zich in 1960 naar het voorbeeld van de Railroad Commission of Texas verenigden binnen de OPEC.

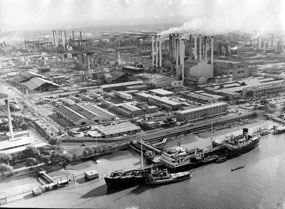
De Abadan-raffinaderij van Anglo-Iranian Oil Company

De organisatie had de eerste tien jaar maar een beperkte invloed. De nationalisering van de olie-industrie in Iran in 1951 en de reactie daarop van de westerse landen met de Abadan-crisis en Amerikaans-Britse staatsgreep in 1953 had de olieproducerende landen voorzichtig gemaakt.
Dit veranderde de situatie; waar in 1951 het tijdelijke verlies van Iraanse olie eenvoudig opgevangen kon worden door de andere Golfstaten, brak men zich nu het hoofd over hoe de productiecapaciteit de stijgende vraag kon bijhouden. Toen Qadhafi op 1 september 1969 de macht overnam in Libië, stelde hij al in december van hetzelfde jaar de oliemaatschappijen een ultimatum voor een stijging van de olieprijs en een meerderheidsbelang in de olieproductie. Libië zou de export van olie staken als de eisen niet werden ingewilligd. De oliemaatschappijen boden veel tegenstand, maar in september 1970 had Libië zijn zin. Andere OPEC-landen zagen de successen van Libië en startten hun eigen onderhandelingen om een grotere deelneming van de staat in de oliemaatschappijen, hogere inkomstenbelastingen en hogere prijzen te behalen.
Steeds duidelijker werd dat de macht van de oliemaatschappijen minder groot was dan eerder aangenomen en dat de olieproducerende landen in staat waren om prijs en productie te bepalen. Op 14 februari 1971 bereikten de partijen een akkoord in Teheran en kregen de landen een meerderheidsbelang in de oliewinning. Ook de olieprijs werd verhoogd en zou daarna verder stijgen om de ontwaarding van de dollar te compenseren. Met het belang van de overheden in de oliemaatschappijen verkregen zij ook een hoeveelheid olie die verkocht werd volgens de government selling price (GSP) of official selling price (OSP). Aangezien de overheden geen downstream-activiteiten hadden en de spotmarkt van weinig betekenis was, verkochten zij de olie echter vaak weer aan de majors voor buyback prices.

### Frustratie over Arabisch-Israëlisch conflict
In die tijd kwam ook meer en meer het oliewapen ter sprake als middel in het Arabisch-Israëlisch conflict. Vooral de bezetting van de Gazastrook, Sinaï, de Westelijke Jordaanoever en de Golanhoogten door Israël in de Zesdaagse Oorlog van 1967 had veel kwaad bloed gezet in de Arabische wereld.

## Jom Kipoeroorlog
Op 6 oktober 1973 vielen Egyptische en Syrische strijdkrachten Israël binnen op Jom Kipoer, de heiligste joodse feestdag. De meeste joden en dus ook veel militairen gaan dan naar de synagoge en het leger was dan ook totaal verrast door het offensief en leed zware verliezen. De situatie was zo benard, dat werd gevreesd voor het bestaan van de staat Israël.

### Oliewapen
Israël kreeg steun vanuit het westen, waarbij men het in het geval van de Verenigde Staten en Nederland niet alleen bij woorden liet. Dit was dan het moment waarop het oliewapen werd ingezet. Iedere maand zou de olieproductie met 5% worden verlaagd totdat de eisen werden ingewilligd. Omdat de Verenigde Staten en Nederland Israël actief ondersteunden, werd de export naar deze landen volledig gestaakt.

## Gevolgen

### Prijsstijging

Olieprijsontwikkeling in $ van 1861-2007; de bruine lijn is de reële prijs uitgedrukt in dollars uit het jaar 2008. De door de majors gedomineerde periode vanaf 1930, maar vooral 1950 tot begin jaren 1970 had een stabiel, langzaam dalend prijsverloop, ondanks de enorm toenemende vraag. Daarna domineerde de OPEC tot 1986 de markt en waren er sterke stijgingen te zien. Vanaf 1988 domineerde de markt, aanvankelijk op een laag prijsniveau, maar vanaf 2003-04 stijgend met een piek in de zomer van 2008

Door de vrees dat de productiecapaciteit achter zou blijven bij de vraag, steeg de prijs op de spotmarkt zelfs boven de posted prices. Nadat de oliemaatschappijen lange tijd de posted price hadden bepaald, kwam hier op 16 oktober 1973 een einde aan toen de OPEC de prijs van de marker crude Arabian Light eenzijdig verhoogde van $3,011 naar $5,119, een stijging van 70%. De spotmarkt was in deze omstandigheden sterk volatiel. Hoewel de verhandelde hoeveelheden te verwaarlozen waren, gaven de hoge prijzen op de spotmarkt een sterke druk om de OSP te verhogen. Vooral onder druk van de sjah werd op 1 januari 1974 de prijs dan ook nog eens verder verhoogd naar $11,651 per vat.
Dit betekende een enorme stijging van de exportopbrengsten voor de olieproducerende landen. In het geval van Saoedi-Arabië steeg de exportopbrengst van olie van $16 miljard in 1972 naar $116 miljard in 1974. De overheidsinkomsten namen ook sterk toe van de exporterende landen.
Het oliewapen bleek weinig selectief en effectief. Als vervangbaar goed kon olie uit niet-OPEC-landen gebruikt worden om het olie-embargo te omzeilen. De boycot was dan ook snel over en achteraf bleek het effect op de olievoorziening beperkt. Het politieke effect van de crisis was echter groot en ook de prijs was verdrievoudigd en zou nooit meer naar het oude niveau dalen. Ook bleek de OPEC in de praktijk het grootste kartel ooit, hoewel het niet als zodanig opgezet was, aangezien de landen nog zelf hun productieplafond bepaalden.

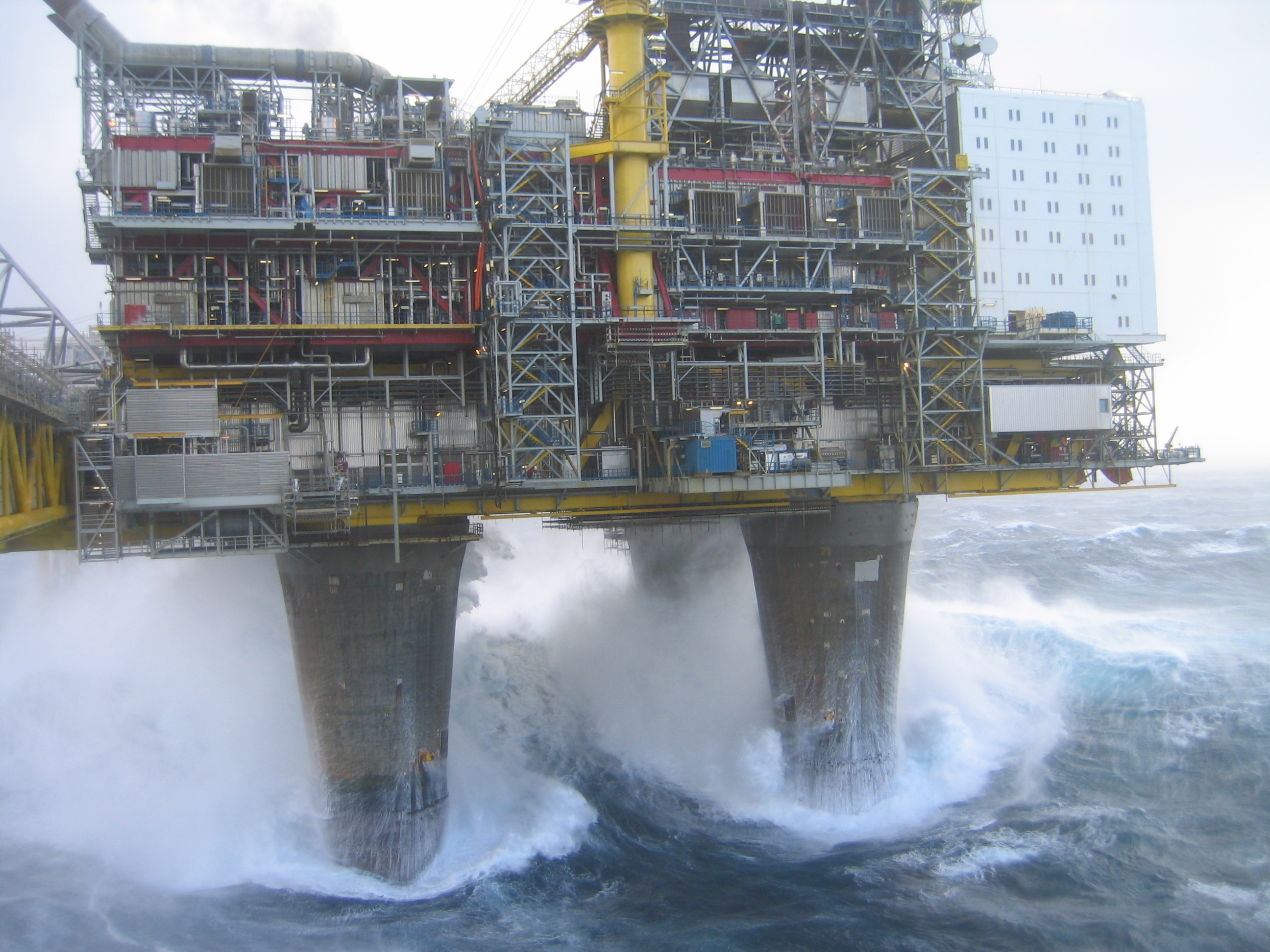
De Oseberg A condeep. De hogere olieprijs maakte de in moeilijke omstandigheden gewonnen Noordzee-olie economische rendabel, wat het Verenigd Koninkrijk en vooral Noorwegen economische voorspoed bracht

Hoewel de prijsstijgingen tot de nodige protesten leidden, was de prijs voor de westerse landen ondergeschikt aan de continuïteit van de olieaanvoer. Daarbij kwam een hogere prijs niet ongelegen voor de Verenigde Staten en Europa, aangezien het net ontdekte Prudhoe Bay-veld en de olievelden van de Noordzee bij lagere prijzen niet economisch te exploiteren waren. Ook voor Rusland bracht het een periode van voorspoed na de ontdekking van de Siberische olie.
De hogere olieprijzen betekenden ook voor de oliemaatschappijen een onverwachte meevaller. Doordat de OPEC-landen bij de overgang naar grotere deelneming steken hadden laten vallen, kwam een groot deel van de marge als hogere winst bij de majors terecht. Niet iedere oliemaatschappij was daarbij even goed voorbereid op het nieuwe tijdperk. Meer dan twintig jaar was het grootste probleem geweest hoe er meer olie gevonden kon worden, olievelden ontwikkeld moesten worden, pijpleidingen aangelegd en meer en steeds grotere olietankers en raffinaderijen gebouwd moesten worden. Nu brak een geheel andere periode aan waarin niet alleen meer sprake was van groei en waarin zij maar een beperkte directe toegang hadden tot ruwe olie. Daarbij sprongen vooral Exxon en Shell er uit. De laatste was beter voorbereid op de schok door toepassing van scenarioanalyse. Waar Forbes het bedrijf in 1970 nog de ugly sister van de Seven Sisters had genoemd, was het in 1979 de nummer twee van de wereld.

### Recessie en schuldenproblematiek
Ook de prijs van andere energiebronnen, zoals aardgas en elektriciteit, stegen door deze crisis. Veel importerende landen kregen meer dan voorheen te maken met inflatie en stijging van de staatsschuld. De Japanse economie bijvoorbeeld kromp met 30%, waardoor het land zich gedwongen zag de pro-Amerikaanse politieke koers te verleggen en het tijdens de crisis rond de gijzeling van Amerikaans ambassadepersoneel in Teheran in 1979 olie van Iran bleef kopen. In verschillende Afrikaanse landen ontstond onrust; westerse afzetmarkten voor hun producten krompen, zodat hun schulden zich opstapelden. Enkele landen reageerden met een liberalisering van de vermogensmarkt, iets wat grote gevolgen zou hebben in de decennia daarna.
De olie-exporterend zagen de inkomsten sterk stijgen en zetten het overschot voor een groot deel op bankrekeningen bij grote internationale financiële instellingen. Deze zochten voor het geld een nieuwe bestemming dat deels werd uitgeleend aan ontwikkelde en ontwikkelingslanden. Zo groeide de externe schuld van Latijns-Amerikaanse landen aan commerciële banken van US$75 miljard in 1975 tot US$315 miljard in 1983. De groei van de schulden leidde tot problemen met de Latijns-Amerikaanse schuldencrisis tot gevolg. De banken leden forse verliezen op schulden die niet meer werden afgelost.

### Hernieuwbare energie
Overheden reageerden met pogingen om de afhankelijkheid van olie en meer specifiek de OPEC-landen te verkleinen, zoals Project Independence in de Verenigde Staten, autoloze zondagen in verschillende landen en verlagingen van de maximumsnelheid. Ook werd hiertoe de Internationaal Energie Agentschap (IEA) opgericht en werd de strategische olievoorraad vergroot om de kwetsbaarheid van de economie te verkleinen.
Er werd meer onderzoeksgeld gestoken in zonne-energie en windenergie. Discussie over de voors en tegens van kernenergie laaiden op. Dit werd echter niet alleen veroorzaakt door de hogere olieprijzen - ook de zorg van het milieu en de uitputting van grondstoffen, zoals verwoord door de gezaghebbende Club van Rome speelde een rol. De hogere olieprijzen hadden ook een invloed op de auto-industrie. De roep van de consument om een zuiniger auto werd veel groter, vooral in de Verenigde Staten waar tot dan toe nauwelijks een rem bestond op de grootte van de auto en het benzinegebruik ervan. Hetzelfde gold voor vliegtuigen, die in deze periode ook veel zuiniger werden. De zoektocht naar alternatieve brandstoffen bleef uiteindelijk echter beperkt, aangezien olie ondanks de sterke prijsstijgingen nog steeds veruit de goedkoopste energievorm was.

### Prijselasticiteit

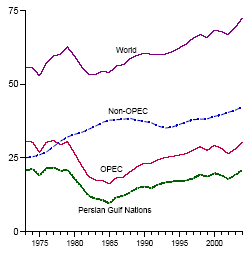
Na de oliecrisis van 1973 daalde de vraag naar olie nauwelijks, maar dit trad wel op na de oliecrisis van 1979. In het eerste geval overheerste het inkomenseffect in de slutsky-vergelijking, in het tweede geval het substitutie-effect

Het verschil in vraag naar olie na de crisis van 1973 en die van 1979 kan worden verklaard met de prijselasticiteit die uit meerdere componenten bestaat, het inkomens- en het substitutie-effect, beiden onderdeel van de Slutsky-vergelijking. In 1973 was het inkomenseffect dominant. Olie was nog een primair goed, zodat men een groter deel van het inkomen daar aan moest besteden. Er bleef daardoor minder over om aan overige zaken te besteden, wat een wereldwijde recessie tot gevolg had. Na investeringen om minder afhankelijk te worden, was het in 1979 echter technisch mogelijk voor elektriciteitscentrales om over te schakelen naar gas en steenkool. Dit had een scherpe daling van de vraag naar olie tot gevolg, een goed voorbeeld van het substitutie-effect.

### Nationalisering
De olieproducerende landen maakten zich voor de crisis nog zorgen dat zij de participation crude, de olie uit hun vergrote deelnames, niet kwijt zouden raken. Gedurende de crisis was dit juist geen enkel probleem gebleken op de hongerige spotmarkt en dit gaf aanleiding tot het versnellen van het proces van deelneming en uiteindelijk nationalisering. De oliemaatschappijen verloren zo een groot deel van hun directe bron van aardolie en daarmee een belangrijk deel van hun verticale integratie. Hoewel dit deels opgevangen werd met langdurige contracten waarbij de oude aandeelhouders een voorkeurspositie hadden bij de nieuwe staatsoliemaatschappijen, kon de spotmarkt hierdoor toch groeien. Daarmee werd ook de prijs transparanter.

## De oliecrisis met boycot in Nederland

### Motieven voor de olieboycot
Naast de Verenigde Staten was Nederland doelwit van de Arabische olieboycot. Dit was te wijten aan de opstelling in het conflict tussen Israël en de Palestijnen, waarin Nederland tot en met begin jaren 1970 een pro-Israëlisch standpunt innam. Het bleef ook niet bij symbolische steun aan Israël, want in 1973 leverde Nederland in het geheim wapens. Nederland had zich solidair verklaard met Israël, maar daarnaast besloot toenmalig minister van Defensie Henk Vredeling, achter de rug van zijn collega’s in het kabinet, om Israël aan extra wapens te helpen, zo onthulde hij later in het televisieprogramma NOVA. Overigens waren wapentransacties vaker geheim.
Al gauw kwamen Arabische inlichtingendiensten op de hoogte van de geheime wapenleveranties aan Israël. Op 17 oktober 1973 kondigde een aantal OPEC-landen, waaronder Saoedi-Arabië, Irak en Koeweit, tegen Nederland een olie-embargo af. Nederland was diep verontwaardigd over het embargo. Het kabinet-Den Uyl hield vol dat van wapenleveranties geen sprake was; de boycot werd daarop voortgezet.

### Economische gevolgen en maatregelen
De consequenties van de olieboycot werden in Nederland algemeen als ernstig ervaren. Nederland en alle andere landen in West-Europa en Noord-Amerika raakten tussen oktober 1973 en maart 1976 in de diepste economische crisis sinds 1929-1945. Rotterdam voerde voor de boycot enorme hoeveelheden olie in. Deze olie was grondstof voor de Nederlandse raffinaderijen en petrochemische industrie. Stagneerde de olietoevoer naar deze wereldhaven, dan zouden de gevolgen rampzalig zijn. De olie-industrie zou dan de productie terug moeten schroeven en – mocht de crisis aanhouden – zelfs personeel ontslaan. Gevreesd werd ook dat olieconcerns zouden uitwijken naar buurlanden, waar de havens van Antwerpen en Le Havre de koppositie van Rotterdam konden overnemen. Daarnaast kreeg de overheid met economische problemen te maken, want door de beperking van het benzineverbruik liep de schatkist miljoenen guldens aan accijnzen mis. Als dat lang ging duren, moest de overheid met ernstige tekorten rekening houden en wellicht tot bezuinigingen overgaan.

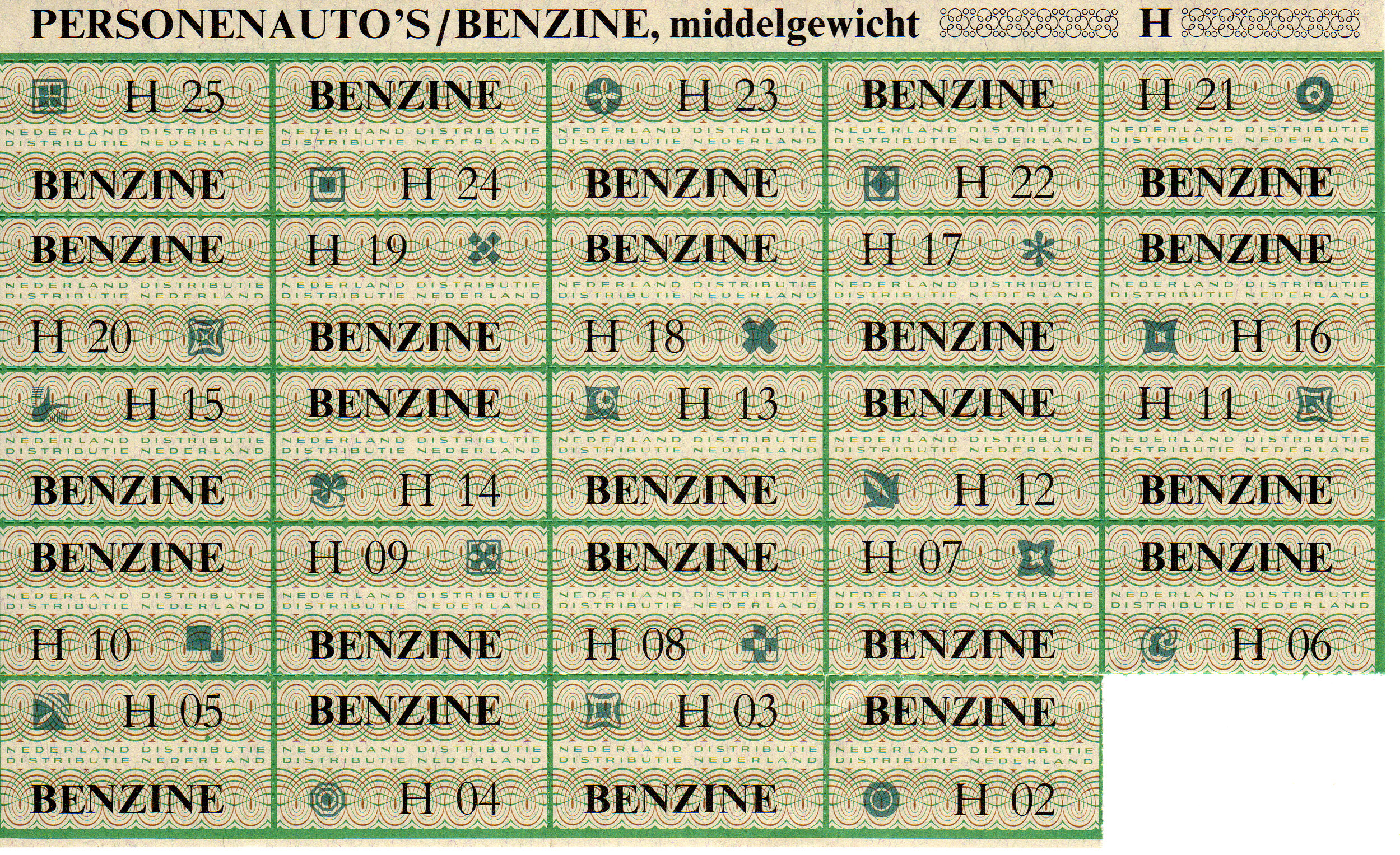
Benzinebon uit 1973

Daarnaast noopte het olietekort na het ingaan van de OPEC-acties de overheid tot energiebeperkingen. In Nederland werd die winter een aantal autoloze zondagen afgekondigd van november 1973 tot en met januari 1974. De benzine werd bovendien gerantsoeneerd; autobezitters kregen benzinebonnen die ze bij het tanken zouden moeten inleveren. Er ontwikkelde zich onmiddellijk een hamsterwoede die her en der tot gevaarlijke situaties aanleiding gaf. In de Verenigde Staten mochten automobilisten met een oneven nummerbord alleen maar tanken op maandag, woensdag en vrijdag. De anderen, met een even nummerbord, mochten tanken op dinsdag, donderdag en zaterdag.
In de praktijk bleken de doemscenario’s echter sterk overdreven. Allereerst omdat oliebedrijven weinig reden hadden de Rotterdamse haven halsoverkop te verlaten. De olieboycot - vooral tegen de VS - zou niet lang duren, want dat zou de OPEC-landen zelf ook veel gaan kosten. De industrie had in Rotterdam grote investeringen gedaan en gespecialiseerd personeel aangenomen; het overplaatsen van de productie naar elders zou ook veel geld kosten. Belangrijker was echter dat de boycot nauwelijks effectief was. Oliestaten konden weliswaar levering aan Nederland verbieden, maar nooit bewerkstelligen dat het land volledig werd afgesneden van olie. Oliemaatschappijen konden terugvallen op olievoorraden in Europa zelf en op olietoevoer uit landen die niet deelnamen aan de boycot, zoals Venezuela. De olie uit Saoedi-Arabië werd geruild voor olie uit Iran. Van schaarste in Nederland was dus in feite geen sprake.
Toen de regering doorhad dat de maatregelen overbodig waren, werden de beperkingen opgeheven. De maatregelen waren bovendien weinig effectief. Om het rijverbod op autoloze zondagen te omzeilen, ging men al op zaterdag rijden en keerde men zondagavond laat terug, zodat het benzineverbruik helemaal niet afnam. Ook benzine op de bon mislukte. In de grensstreek reden automobilisten naar de buurlanden, waar benzine niet op de bon was. Veel mensen die toch al weinig reden, hadden bonnen over. Ten slotte lapten benzinestations in Nederland de rantsoenering aan hun laars: ze leverden brandstof zonder bonnen. De distributieregeling werd nog binnen een maand teruggedraaid.

### Politieke gevolgen
Als gevolg van de oliecrisis wordt wel gezien dat de onvoorwaardelijke politieke steun voor Israël verdween. Nederland wijzigde zijn pro-Israëlkoers door op 6 november 1973 een gezamenlijke EEG-verklaring te ondertekenen. Het is echter onwaarschijnlijk dat dit alleen door de oliecrisis werd ingegeven. Algemeen werd op deze manier toegeven aan de eisen als een zwaktebod gezien. Het algemene positieve gevoel richting Israël was in de jaren voor de oliecrisis ook al minder sterk geworden.
Met de EEG-verklaring werden de ‘legitieme rechten van de Palestijnen' erkend. De Palestijnen werden niet langer als vluchtelingen of landlozen beschouwd maar als een volk met politieke rechten. Daarnaast maanden de negen lidstaten van de EEG Israël zich volledig terug te trekken uit de bezette gebieden. De verklaring werd daarom al gauw als een handreiking aan de Arabische staten beschouwd. Desondanks bleef de Nederlandse en Europese politiek, evenals de publieke opinie, lange tijd pro-Israël.

## De oliecrisis in België
Twee weken na de Nederlandse werden in België zes autoloze zondagen wettelijk opgelegd en behouden tot ze ook bij de noorderburen waren afgeschaft. De Belgische regering beloofde nochtans alles te doen om de oliebevoorrading te garanderen.
De staatsschuld klom na 1973 tien jaar lang door; in 1979 was deze verdubbeld en van 1979-1981 verdubbelde nog eens het begrotingstekort. De overheid werd op kosten gejaagd door de groeiende werkloosheid. Naast een sterk toegenomen aantal werkloosheidsuitkeringen werden ook vele noodlijdende bedrijven door de overheid gesteund, om in elk geval mensen aan het werk te houden en te helpen.

## De oliecrisis in Luxemburg
Luxemburg werd eveneens hard getroffen door de oliecrisis, daar deze een sterk negatief effect had op de prijs van staal (de staalcrisis). In 1975 kromp de Luxemburgse economie sterk. De Luxemburgse regering zette hierop in op diversificering van de economie en verdere ontwikkeling van de financiele sector, zodat het land zich kon ontwikkelen tot het financiele centrum dat het vandaag de dag is. Ook maakt Luxemburg de salarisindexatie, die sinds 1921 voor bepaalde branches al bestond, verplicht voor alle werkgevers, om zo de koopkracht te kunnen beschermen en sociale onrust te voorkomen. Deze algehele indexatieplicht bestaan anno 2024 nog steeds maar staat zwaar ter discussie omdat deze naar mening van de critici het concurrentievermogen van de Luxemburgse economie uitholt, en voor kleinere ondernemingen onredelijk belastend is. Voor Premier Frieden en diens regering is dit onbespreekbaar, waardoor indexatie een politiek taboe is geworden.

## Trivia
- In Nederland was de crisis voor artiesten een dankbaar onderwerp. De succesvolle oudejaarsconference van Wim Kan stond er voor een groot deel in het teken van. Pierre Kartner en Boer Koekoek hadden een Nummer 1-hit met de single Den Uyl is in den olie en Farce Majeure had veel succes met het liedje Kiele kiele Koeweit.
- De gestegen prijs van plastic was voor de firma geobra Brandstätter aanleiding om kleiner kinderspeelgoed op de markt te brengen. In 1974 werd daarom Playmobil geïntroduceerd.[4]